# Lueders (Texas)
Lueders es una ciudad ubicada en el condado de Jones en el estado estadounidense de Texas. En el Censo de 2010 tenía una población de 346 habitantes y una densidad poblacional de 226,43 personas por km².

## Geografía
Lueders se encuentra ubicada en las coordenadas 32°48′2″N 99°37′24″O / 32.80056, -99.62333. Según la Oficina del Censo de los Estados Unidos, Lueders tiene una superficie total de 1.53 km², de la cual 1.53 km² corresponden a tierra firme y (0%) 0 km² es agua.

## Demografía
Según el censo de 2010, había 346 personas residiendo en Lueders. La densidad de población era de 226,43 hab./km². De los 346 habitantes, Lueders estaba compuesto por el 88.15% blancos, el 0.87% eran afroamericanos, el 0.58% eran amerindios, el 0% eran asiáticos, el 0% eran isleños del Pacífico, el 8.09% eran de otras razas y el 2.31% pertenecían a dos o más razas. Del total de la población el 10.69% eran hispanos o latinos de cualquier raza.